# 琉球擬花鮨
琉球擬花鮨，又稱琉球擬花鱸，為輻鰭魚綱鱸形目鱸亞目鮨科的其中一種，分布於西北太平洋的日本海域，體長可達10公分，棲息在珊瑚礁區，為底棲性魚類，屬肉食性，生活習性不明。

## 擴展閱讀
維基物種上的相關：琉球擬花鮨